# ! -attention-
"! -attention-"은 1998년 9월 30일 발매한 20th Century의 2번째 앨범이다. 전 곡이 어두운 곡으로 선택되었고 초회한정반, 통상반으로 2가지 형태로 발매되었다. 초회한정반 특전으로 20th Century 오리지널 키홀더를 봉입했다. 또, 동시 발매의 Coming Century VHS "? -question-" 초회한정반을 구입하여 두 음반에 들어 있는 응모권을 보내면, V6 오리지널 자명종 & 부재중 안내 서비스 (8cm CD로 2장 셋트)를 추첨으로 2000명 당첨 발표하는 특전도 있다.

## 수록곡
1. BIG FORCE
2. おやすみ/Yoshihiko Inohara
3. Through the blue
4. Error
5. Stranger than Paradise/Hiroshi Nagano
6. Working Man
7. Shelter/Masayuki Sakamoto
8. Another Kind Of Dream